# 꽃잎

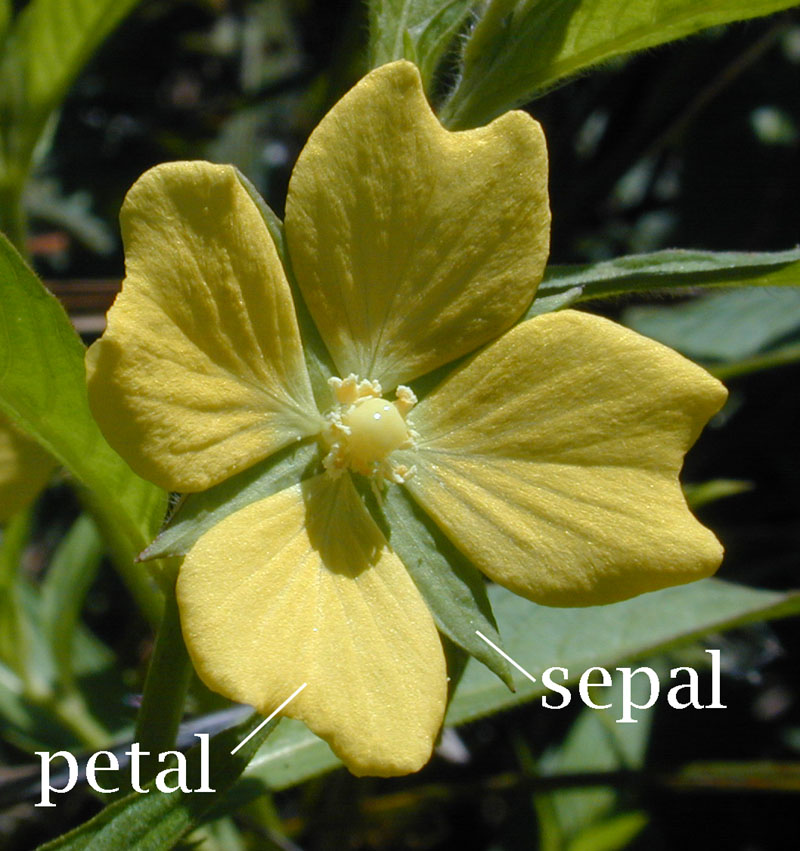
왼쪽의 petal 표시가 꽃잎을 의미한다.

꽃잎(영어: petal)은 꽃의 생식 부위를 감싸는 변태엽이다. 화엽(花葉), 화판(花瓣)이라고도 한다. 보통 밝은 색을 띄거나 기이한 모양으로 되어 있는 경우도 있는데 이는 꽃가루 매개자를 유혹하기 위한 것이다. 꽃의 꽃잎 전체를 아울러 꽃부리(화관)이라고 한다.

## 유전학
ABC 모델에 따른 꽃잎의 형성에 기인하는 유전학에 따르면 꽃받침, 꽃잎, 수꽃술, 심피는 각기 서로 변형된 것이다. 꽃잎을 형성하는 구조는 꽃수술로부터 반복적으로 발달한 것이 아닌, 매우 적은 횟수로(한 차례로 추정) 발달한 것으로 보인다.

## 기능 및 목적
꽃잎은 식물의 종류에 따라 다양한 기능과 목적을 가지고 있다. 일반적으로 꽃잎은 꽃의 일부를 보호하고 특정 수분매개자를 유인하거나 밀어내는 역할을 한다.

### 기능
꽃에서 꽃잎의 위치가 화관인 곳이다. 미나리에는 빛나는 노란색 꽃잎이 있는데, 꽃잎 사이에 수분 매개체가 꿀을 향하도록 돕는 지침이 들어 있다. 수분매개자는 수분을 주고 싶은 특정 꽃을 결정할 수 있는 능력을 가지고 있다. 인센티브를 사용하여 꽃은 수분 매개자를 유인하고 서로 간의 상호 관계를 설정한다. 이 경우 수분 매개자는 항상 이러한 꽃을 보호하고 수분을 공급해야 한다는 것을 기억한다(인센티브가 지속적으로 충족되지 않고 경쟁이 우세하지 않는 한).

### 향
꽃잎은 바람직한 수분 매개자를 유인하거나 바람직하지 않은 수분 매개자를 격퇴하기 위해 다양한 향기를 생성할 수 있다. 일부 꽃은 부패한 고기와 같은 물질에서 생성되는 향기를 모방하여 수분 매개자를 유인한다.

### 색상
다양한 색상 특성은 냄새 능력이 좋지 않거나 하루 중 특정 시간에만 나오는 수분 매개자를 유인할 수 있는 다양한 꽃잎에 사용된다. 일부 꽃은 상호 수분 매개체에게 접근하거나 멀리하라는 신호로 꽃잎의 색을 바꿀 수 있다.

### 모양과 크기
더욱이, 꽃/꽃잎의 모양과 크기는 필요한 수분 매개체 유형을 선택하는 데 중요하다. 예를 들어, 큰 꽃잎과 꽃은 먼 거리에 있거나 그 자체로 큰 수분매개자를 유인한다. 종합적으로 꽃잎의 향기, 색깔, 모양은 모두 특정 수분매개자를 유인/밀어내고 수분에 적합한 조건을 제공하는 역할을 한다. 일부 수분 매개자에는 곤충, 새, 박쥐, 바람이 포함된다.

## 같이 보기
- 식물형태학

## 참고 문헌
- Simpson, Michael G. (2011). 《Plant Systematics》. Academic Press. ISBN 0-08-051404-9.
- Foster, Tony. “Botany Word of the Day”. 《Phytography》. 2014년 11월 27일에 확인함.